# Вікторівська сільська рада (Ніжинський район)
Ві́кторівська сільська́ ра́да — адміністративно-територіальна одиниця та орган місцевого самоврядування в Ніжинському районі Чернігівської області. Адміністративний центр — село Вікторівка.

## Загальні відомості
Вікторівська сільська рада утворена у 1919 році.
- Територія ради: 25,766 км²
- Населення ради: 873 особи (станом на 2001 рік)

## Населені пункти
Сільській раді були підпорядковані населені пункти:
- с. Вікторівка
- с. Леонідівка
- с. Степ

## Склад ради
Рада складалася з 12 депутатів та голови.
- Голова ради: Кирпич Лариса Григорівна
- Секретар ради: Пігнастій Людмила Петрівна

### Керівний склад попередніх скликань
| Прізвище, ім'я, по батькові | Основні відомості                                                                      | Дата обрання | Дата звільнення |
| --------------------------- | -------------------------------------------------------------------------------------- | ------------ | --------------- |
| Карпич Лариса Григорівна    | Сільський голова, 1953 року народження, освіта вища, член Комуністичної партії України | 26.03.2006   | 31.10.2010      |
| Карпич Лариса Григорівна    | Сільський голова, 1953 року народження, освіта вища, член Комуністичної партії України | 31.10.2010   | 07.03.2014      |
| Кирпич Лариса Григорівна    | Сільський голова, 1953 року народження, освіта вища, позапартійна                      | 04.12.2014   |                 |

Примітка: таблиця складена за даними сайту Верховної Ради України

### Депутати
За результатами місцевих виборів 2010 року депутатами ради стали:

#### За суб'єктами висування
| Суб'єкт висування           | Кількість обраних депутатів | %    |
| --------------------------- | --------------------------- | ---- |
| Самовисування               | 11                          | 91,7 |
| Комуністична партія України | 1                           | 8,3  |

#### За округами
| № округу                    | Прізвище, ім'я, по батькові    | Дата визнання обраним | Освіта  | Партійна приналежність                        | Відомості про обраного депутата                       |
| --------------------------- | ------------------------------ | --------------------- | ------- | --------------------------------------------- | ----------------------------------------------------- |
| Комуністична партія України |                                |                       |         |                                               |                                                       |
| 6                           | Барило Володимир Григорович    | 04.11.2010            | вища    | член Комуністичної партії України             | тимчасово не працює                                   |
| Самовисування               |                                |                       |         |                                               |                                                       |
| 1                           | Білан Ольга Іванівна           | 04.11.2010            | середня | член Всеукраїнського об'єднання «Батьківщина» | тимчасово не працює                                   |
| 2                           | Ковалевська Оксана Петрівна    | 04.11.2010            | вища    | член Всеукраїнського об'єднання «Батьківщина» | Вікторівське відділення пошти, листоноша              |
| 3                           | Пігнастій Людмила Петрівна     | 04.11.2010            | вища    | позапартійна                                  | Вікторівська сільська рада, секретар                  |
| 4                           | Паскевич Василь Григорович     | 04.11.2010            | середня | позапартійний                                 | тимчасово не працює                                   |
| 5                           | Пономаренко Людмила Іванівна   | 04.11.2010            | вища    | член Всеукраїнського об'єднання «Батьківщина» | тимчасово не працює                                   |
| 7                           | Река Людмила Григорівна        | 04.11.2010            | вища    | позапартійна                                  | Леонідівський клуб-бібліотека, завідувач              |
| 8                           | Гайдей Наталія Олександрівна   | 04.11.2010            | вища    | позапартійна                                  | Вікторівська сільська рада, бухгалтер                 |
| 9                           | Барило Віталій Федосійович     | 04.11.2010            | середня | позапартійний                                 | пенсіонер                                             |
| 10                          | Барило Ніна Іванівна           | 04.11.2010            | середня | член Всеукраїнського об'єднання «Батьківщина» | пенсіонер                                             |
| 11                          | Пономаренко Наталія Петрівна   | 04.11.2010            | вища    | позапартійна                                  | тимчасово не працює                                   |
| 12                          | Горбатко Вікторія Валентинівна | 04.11.2010            | вища    | позапартійна                                  | Степівський фельдшерсько-акушерський пункт, завідувач |